# Monarquía en Canadá
La Monarquía canadiense es un sistema de monarquía parlamentaria en el cual los monarcas de sucesión hereditaria británicos, son los soberanos de Canadá, por lo que en la actualidad tienen al rey Carlos III del Reino Unido como su monarca y jefe de Estado. El país es un anterior dominio del Reino Unido, y desde su fundación en 1867 tras la aprobación por la reina Victoria del Acta de la Norteamérica británica, la nación ha conservado al monarca británico como su propio soberano. El oficio fue confirmado en la constitución de 1982. Aunque el rey es también el monarca del Reino Unido, en Canadá es conocido oficialmente como rey de Canadá.
Generalmente, los canadienses refieren al rey Carlos III simplemente como El Rey o El Rey de Canadá cuando está en el país. Además de Canadá y el Reino Unido, el rey es también el monarca de otras catorce naciones de la Mancomunidad de Naciones. Pero esto no significa que los gobiernos de estas naciones estén unidos. Aunque el rey es compartido, los países y sus gobiernos están totalmente separados e independientes. El heredero de la Corona es Guillermo, príncipe de Gales, aunque el rey es el único miembro de la familia real canadiense que posee un rol constitucional en el país.
El rey está representado por un gobernador general, que es nominado por el primer ministro, si bien el monarca posee poderes que le son exclusivos. La actual gobernadora general canadiense es la diplomática Mary Simon. El rey también tiene un representante en cada una de las diez provincias canadienses llamado vicegobernador, y un comisionado en cada uno de los tres territorios canadienses.
Aunque el monarca es el jefe de Estado, el poder político administrativo del país recae en el primer ministro y su gabinete, en su lugar, el rey y el gobernador general actúan bastiones del liderazgo de las Fuerzas Armadas de Canadá, garantes de la democracia en el país por medio del poder de disolución y como líderes ceremoniales de la nación y promueven la cultura y la identidad canadienses.

## Papel constitucional
La constitución de Canadá consta de una variedad de estatutos y de convenios que son a la vez de origen británico y canadiense, que le dan a Canadá un sistema de gobierno parlamentario semejante a otras monarquías de la Commonwealth. Todo el poder del Estado pertenece, constitucionalmente, al soberano que está representado a nivel federal por el gobernador general —nombrado por el monarca bajo recomendación del primer ministro— y a nivel provincial por los tenientes-gobernadores —nombrados por el gobernador general bajo recomendación del primer ministro federal que consulta habitualmente al primer ministro provincial; el monarca es habitualmente informado sobre este nombramiento antes de la toma de posesión.
Las instituciones del gobierno canadiense actúan bajo la autoridad del monarca. Por consiguiente, el gobierno de Canadá es designado formalmente bajo el nombre de Gobierno de Su Majestad en Canadá. Sin embargo, desde principios de los años 1970, si bien la modificación constitucional de disposiciones no se haya efectuado, el gobierno es llamado simplemente Gobierno de Canadá. Todo cambio constitucional sobre la posición del monarca, o de los representantes del monarca en Canadá, exige el consentimiento del Senado, la Cámara de los Comunes, así como de todas las Cámaras de las diferentes provincias.

## Funciones constitucionales
El papel del Rey así como del gobernador general es a la vez práctica y legal. En efecto, El Rey es la persona central de la construcción constitucional.
Los amplios poderes que pertenecen a la Corona, colectivamente conocidos bajo el nombre de prerrogativa real, son muy extensos. Estos van desde la capacidad de llevar a cabo tratados, de enviar embajadores, hasta la defensa del reino y de la conservación de la Paz del Rey (peace King's peace). No se exige la aprobación parlamentaria para el ejercicio de la prerrogativa real; por otra parte, debe obtenerse el consentimiento de la Corona antes de que una u otra de las Cámaras del Parlamento pueda incluso discutir sobre una ley que no resulte favorable en las prerrogativas o en los intereses del soberano. La prerrogativa real pertenece a la Corona únicamente. Aunque la prerrogativa real sea amplia, no es ilimitada. Por ejemplo, el monarca no tiene la prerrogativa para imponer y recaudar nuevos impuestos; tal acción exige la autorización de una ley.

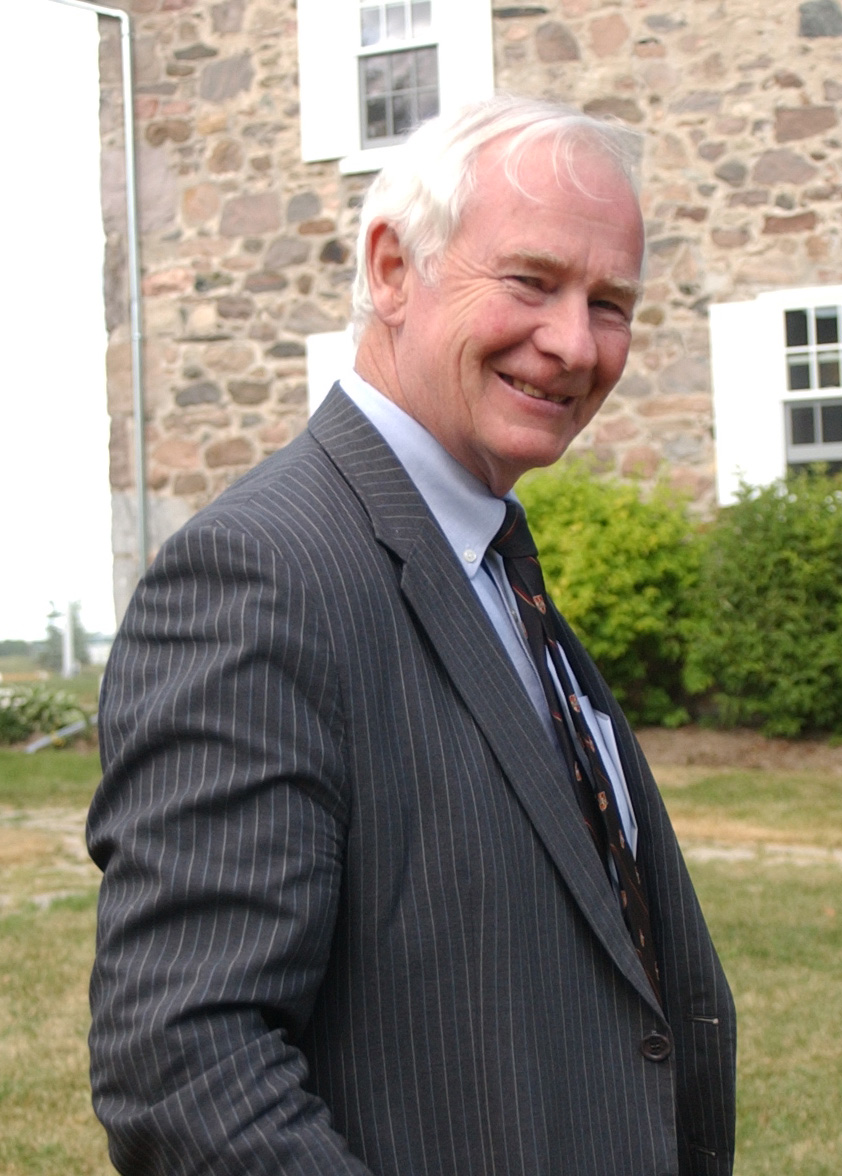
David Lloyd Johnston, exgobernador general de Canadá

Es el poder de la Corona a través de la intervención del gobernador general, el responsable del nombramiento de un nuevo primer ministro. De acuerdo con convenio constitucional (no escrito), debe escoger a la persona que tiene más probabilidades de conservar el apoyo de la mayoría de la Cámara de los Comunes: generalmente el líder del partido mayoritario de la Cámara. Si ningún partido tiene mayoría, dos grupos o más pueden formar una coalición, por lo que el líder designado por la coalición es nombrado primer ministro.
La Corona también nombra a otras personalidades, a menudo bajo recomendación del primer ministro. Es el caso de los tenientes-gobernadores, miembros del Consejo Privado del Rey por Canadá, de los senadores, del presidente del Senado, de los jueces de la Corte Suprema, de los jueces de los tribunales superiores, etc. Todas estas nominaciones son ejercidas después de la Ley constitucional de 1867, por el gobernador general.
El soberano tiene además otros derechos, particularmente cuando es cuestión de tratados internacionales, de política exterior, de guerra o de paz (el soberano que es el jefe de los ejércitos del país).
El gobernador general, en nombre del Rey, también acredita a los altos comisarios y a los embajadores canadienses, y recibe a diplomáticos de los estados extranjeros.
Todos los pasaportes canadienses son emitidos en nombre de Su Majestad El Rey. Podemos leer sobre la contraportada del pasaporte canadiense: « El Ministerio de Asuntos Exteriores de Canadá, en nombre de Su Majestad El Rey, ruega a las Autoridades interesadas conceder paso libre al titular de este pasaporte, lo mismo que la ayuda y la protección que pueda necesitar.»
En Canadá, las principales investigaciones públicas llevan el nombre de « Comisiones reales», y son creadas por el Gabinete, en nombre del monarca, por un mandato real.
El soberano es uno de los tres componentes del Parlamento de Canadá; los otros son la Cámara de los Lores y la Cámara de los Comunes. Solo este o su representante tienen el derecho de disolver el Parlamento, lo que llevará a unas elecciones generales y a la creación de una nueva legislatura. La nueva sesión parlamentaria está marcada por la apertura del Parlamento, durante la cual el monarca o el gobernador general lee el Discurso del Trono en la Cámara de los Lores, dando las líneas generales de lo que el gobierno piensa realizar, en nombre del monarca, durante la sesión parlamentaria.
Toda ley debe recibir la sanción real, acto por el cual el monarca o su representante aprueba una legislación adoptada por el Parlamento. Teóricamente, el soberano posee un derecho de reserva sobre cada una de las leyes. Sin embargo, los usos constitucionales procuran que el conjunto de las leyes votadas por el parlamento es sancionado automáticamente por el soberano.
Los soberanos, en nuestros días, respetan las decisiones tomadas por el parlamento, que es elegido democráticamente, y utilizan solo en casos muy raros su derecho de prerrogativa así como sus poderes excepcionales.

## Papel legislativo
Todas las leyes canadienses han sido ratificadas por el soberano o su representante y llevan la firma de este. Así, todas las leyes federales comienzan con la expresión «Su Majestad, sobre la opinión y con el consentimiento del Senado y de la Cámara de los Comunes de Canadá, decreta [...]» La firma del soberano o de su representante de una ley, sea federal o provincial, se denomina Sanción Real ("Royal Assent"). Se necesita esta sanción para que una ley sea efectiva, y generalmente es el gobernador general quien firma las leyes federales y el teniente gobernador las leyes provinciales. Toda ley también debe llevar El Gran Sello de Canadá o el Sello de las provincias respectivas. El gobernador general puede reservar para el monarca el derecho de ratificar una ley, según la voluntad de este para permitirle tomar una decisión personal con respecto a la ley. Los tenientes gobernadores también pueden utilizar este poder para permitirle al gobernador general tomar una decisión, o, si este lo desea, transmitírsela al monarca. El monarca tiene la potestad de rechazar una ley, en el plazo prescrito por la constitución canadiense. Recientemente, ciertos activistas demandaron a la entonces Reina Isabel II que rechazara la ley C-38 que había sido aprobada por el Parlamento. Sin embargo, Beverley McLachlin, CP, en su cualidad de suplente del gobernador general sancionó la ley en nombre de la reina de Canadá.

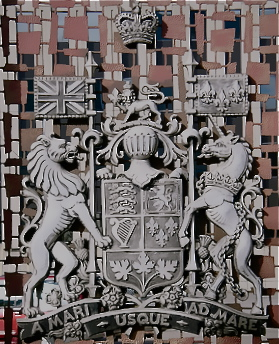
Escudo de Canadá.

El soberano es reconocido como que es la "fuente de la justicia" y es responsable hacer reinar la justicia para todos sus súbditos, sin embargo, el monarca no interfiere personalmente en un caso judicial. Así, las funciones judiciales son ejecutadas en su nombre. El derecho consuetudinario sostiene que el soberano "no puede hacer ningún mal"; el monarca no puede ser perseguido en sus propias Cortes por ofensas criminales, es lo que se llama Inmunidad Soberana o Inmunidad de la Corona. Los procesos civiles contra el gobierno están autorizados, sin embargo los procesos contra el monarca como persona no están permitidos. En los casos de procesos internacionales, como soberano y por ciertos principios establecidos por leyes internacionales el Rey de Canadá no puede sentarse en cortes extranjeras sin su propio consentimiento.
El poder más excepcional que posee el monarca es seguramente la prerrogativa real de clemencia. Este poder consiste en indultar a un individuo que habría cometido una infracción del código criminal o del código civil canadiense. Esta prerrogativa es utilizada en casos excepcionales en nombre del Rey de Canadá por el gobernador general o el gobernador en consejo que se apoya en la recomendación del ministro de la Seguridad pública o de otro ministro. Este poder es comparable al indulto presidencial. El perdón puede ser concedido antes, durante, o después de una infracción. Existen tres tipos de clemencia:
- El perdón absoluto
- El perdón condicional
- El pago de una multa a cambio de la absolución

Además, el monarca también sirve de símbolo para la legitimidad de las Cortes de Justicia, y para las autoridades jurídicas. Una imagen del Rey o del Escudo de Canadá domina siempre los tribunales canadienses. En Canadá, la personalidad jurídica del estado es mencionada como «Su Majestad el Rey de derecho de Canadá» (en inglés: His Majesty the King in Right of Canada) lo mismo que para las provincias y los territorios.

## Símbolos
La mayoría de los símbolos reales de Canadá son idénticos a los que utilizan en el Reino Unido, y fueron importados durante la colonización de Canadá por los británicos. Cuando Canadá obtuvo su independencia, varios símbolos que son propios han sido añadidos a ciertos símbolos de la Corona.
La monarquía está simbolizada actualmente por imágenes del soberano sobre cada una de las monedas así como sobre los billetes de 20 dólares. A menudo encontramos el retrato del rey sobre los edificios públicos. Las decoraciones canadienses, en su mayoría, poseen un emblema de la corona, bien sea la medalla de la Orden de Canadá, de la Orden del Mérito Militar, etc. También reencontramos símbolos de la monarquía sobre el escudo de armas canadiense así como sobre el de cada una de las provincias.
Ciertos días especiales en el año también se reservan para honrar al soberano, especialmente la Fiesta de la Reina en honor del reinado de la reina Victoria. El Parlamento canadiense proclamó en el año 1901 el 24 de mayo como día festivo. En nuestros días, el lunes que precede al 25 de mayo es el día de la fiesta del soberano.
Un símbolo muy importante es el mensaje del Rey con ocasión del nuevo año. Este mensaje es escuchado cada año por millones de canadienses a lo largo del país. En 2007, la reina gracias al Royal Channel difundió sus votos para el nuevo año a través de YouTube, una primicia para la monarquía. También ha sido la primera soberana en poder transmitir su juramento de lealtad con ocasión de su 81.er aniversario gracias a la teledifusión.
También hay cientos de lugares nombrados en honor de los monarcas y los miembros canadienses de la familia real a lo largo de todo Canadá. Ningún individuo ha sido honrado más que la reina Victoria en los nombres de los edificios públicos de Canadá, de calles, y de lugares públicos.

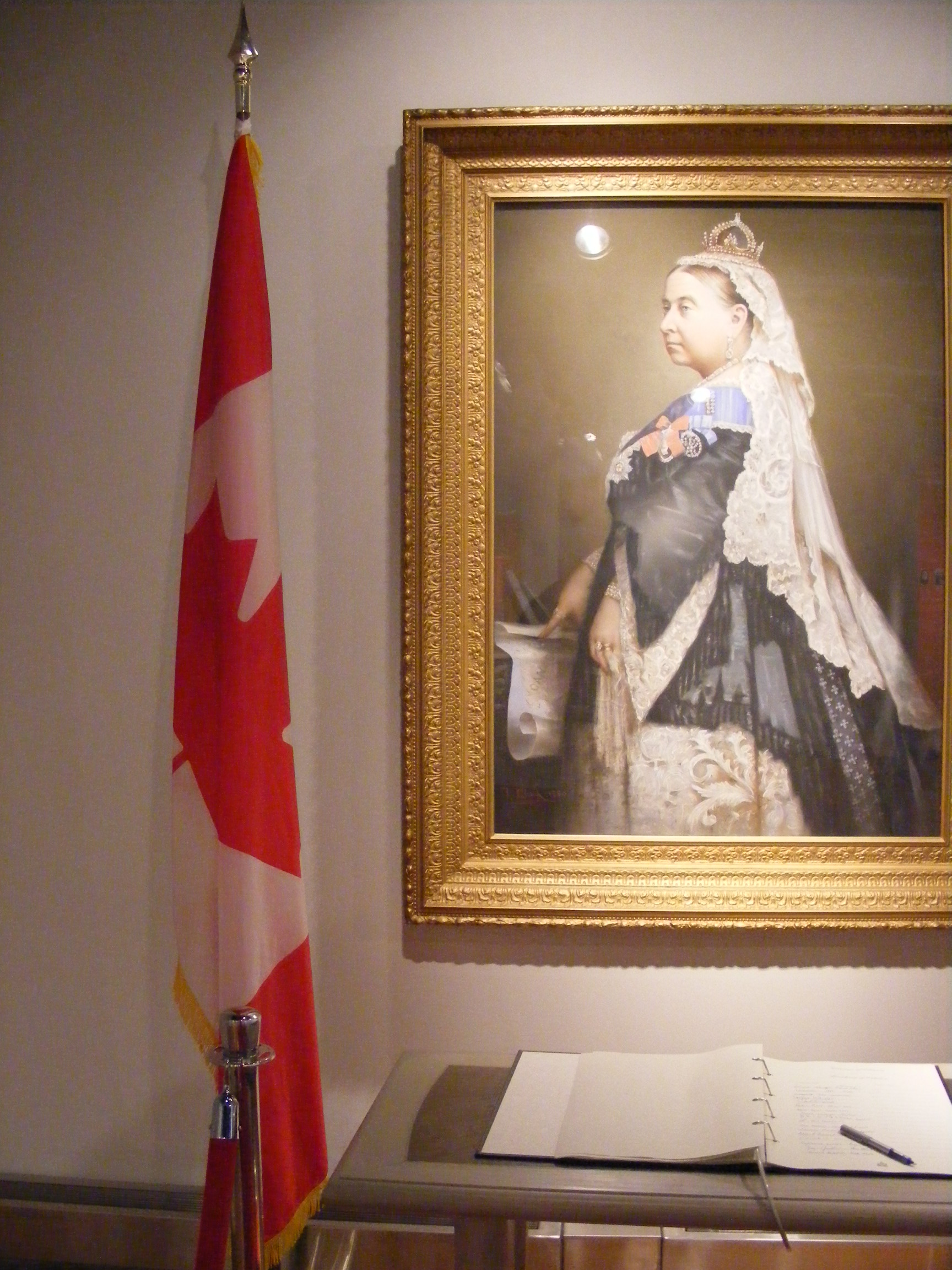
Libro de honor y retrato oficial de la reina Victoria en un edificio federal de Ottawa
Estandarte real canadiense

## Títulos
En Canadá, los títulos oficiales del rey son:
Carlos Tercero, por la gracia de Dios, Rey del Reino Unido, de Canadá y de sus otros reinos y territorios, Cabeza de la Mancomunidad, Defensor de la Fe (en francés: Charles trois, par la grâce de Dieu, Roi du Royaume-Uni, du Canada et de ses autres royaumes et territoires, Chef du Commonwealth, Défenseur de la Foi, en inglés: Charles III, by the Grace of God of the United Kingdom, Canada and His other Realms and Territories King, Head of the Commonwealth, Defender of the Faith).
Estos títulos denotan el papel del soberano como rey de Canadá de manera específica, y el aspecto compartido de la Corona en todos los reinos, y menciona a Canadá por separado de otros países.
Aunque los títulos canadienses del rey incluyan la frase "Defensor de la Fe", ni el rey ni ninguno de sus gobernadores generales o tenientes gobernadores tienen un papel religioso en Canadá.

## Sucesión
La sucesión de la Corona canadiense es conforme la sucesión británica, es decir es la misma que gobierna en Reino Unido y Canadá al mismo tiempo.

## La Familia Real canadiense

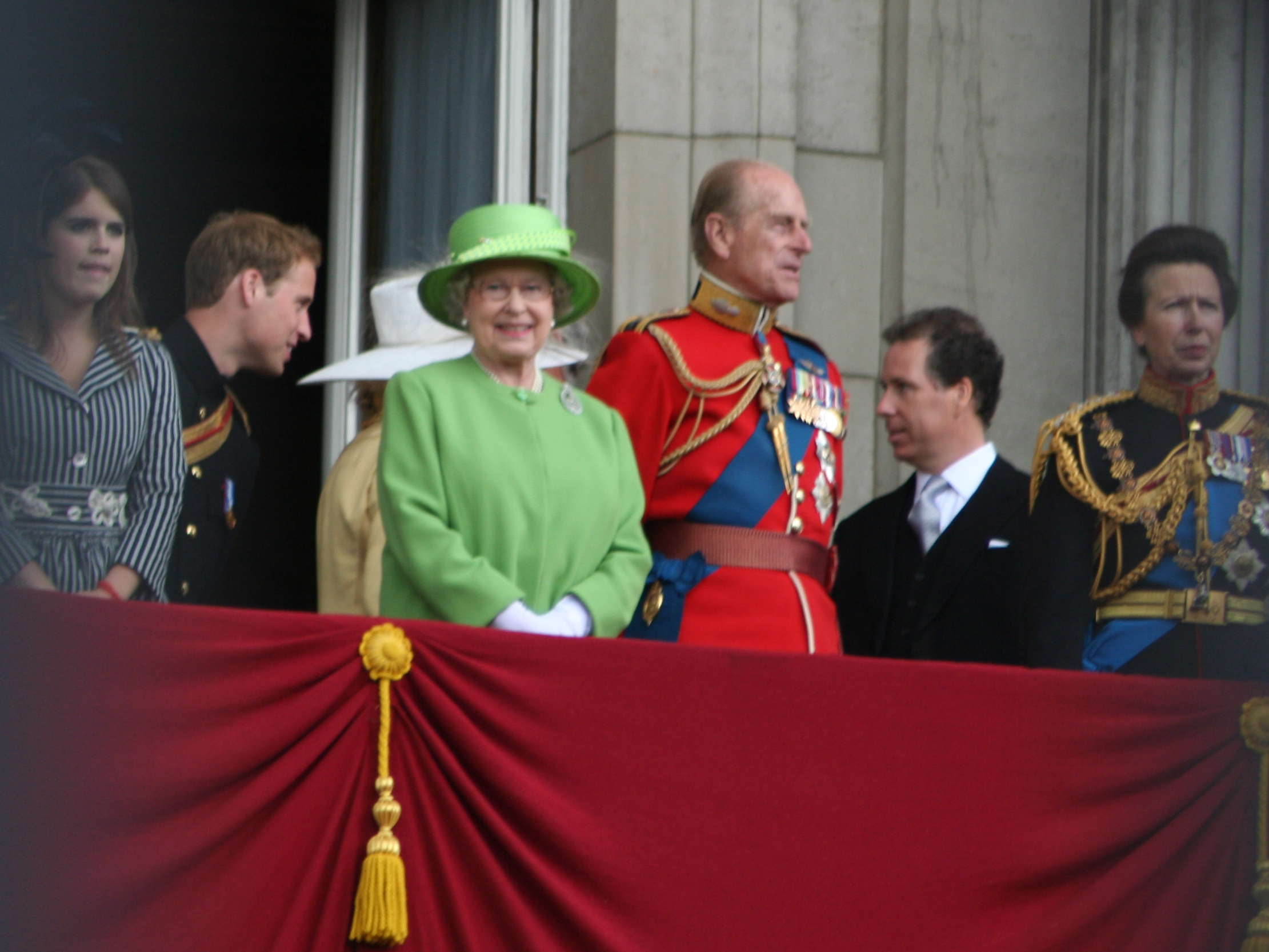
Algunos miembros de la Familia Real canadiense.

La Familia Real es un grupo de personas estrechamente unidas al monarca de Canadá; es una Familia Real no-residente, sus miembros viven de manera habitual en el Reino Unido. Algunos miembros vivieron en Canadá durante períodos extensos en su calidad de virrey, como Alexander Cambridge, primer conde de Athlone. Los miembros de la Familia Real realizan funciones ceremoniales y sociales pero, excepto el monarca, ninguno tiene un papel en los asuntos de gobierno. Todos llevan el título de «Alteza Real», y el título de «Su Majestad» se atribuye solamente al monarca.
El concepto de Familia Real canadiense apareció a partir del Estatuto de Westminster de 1931. La primera en utilizar este término fue la reina Isabel II durante el discurso de apertura de la primera legislatura del territorio de Nunavut: « I am proud to be the first member of the Canadian Royal Family to be greeted in Canada's newest territory.» («Estoy orgullosa ser el primer miembro de la Familia Real canadiense en ser acogida en este nuevo territorio de Canadá»). En cambio, los medios canadienses emplean siempre el término «Familia Real británica».
Los miembros de la Familia Real tienen el derecho en el estatuto de súbditos del monarca canadiense, tienen derecho a la ayuda consular canadiense y a la protección de las fuerzas armadas de la reina de Canadá cuando están fuera de la Commonwealth. Ahora bien, sus miembros no tienen derecho al título de ciudadanos canadienses. Esto creó todo un enredo en ciertas situaciones. Por ejemplo: cuando en cuestión de honores y de decoraciones, la reina-madre tenía derecho al título de miembro honorario de la Orden de Canadá pero no tenía derecho a las condecoraciones de las Fuerzas Armadas canadienses.
A diferencia del Reino Unido, en Canadá el soberano es el único miembro de la Familia Real que tiene un título establecido por ley. Todos los demás miembros de la familia poseen títulos de cortesía, concedidos por patente real en el Reino Unido.

## Finanzas
Contrariamente a la creencia popular, los canadienses no pagan ningún impuesto o canon por su monarca, ya sea para la renta personal del soberano o para el mantenimiento de las residencias reales fuera de Canadá. El único caso en que el rey utiliza el dinero de los canadienses es cuando está en suelo canadiense —en una visita oficial— o cuando actúa en calidad de rey de Canadá en el extranjero. Esto también se aplica a todos los miembros de la familia real británica.
Los canadienses asumen los costes unidos a instituciones como son el gobernador general y los tenientes gobernadores que actúan en nombre de la Corona canadiense durante ceremonias, viajes, etc.
Los registros provinciales y federales de los gastos unidos a la Corona se conservan, pero no se registra ningún estado oficial por parte del gobierno sobre el coste de la monarquía a los canadienses. Sin embargo, cada tres años, la "Liga monárquica de Canadá" emite un estudio, basado en diversos presupuestos federales y provinciales, gastos y evaluaciones, que traza las líneas principales del coste anual del funcionamiento de la Corona. El estudio de 2005 mostró que la institución les costaba a los canadienses la suma de 49 millones de dólares en 2004, es decir, 1,54 dólares por contribuyente. Algunos antimonárquicos emiten informes del mismo género con un resultado final mucho más elevado.

## Residencias

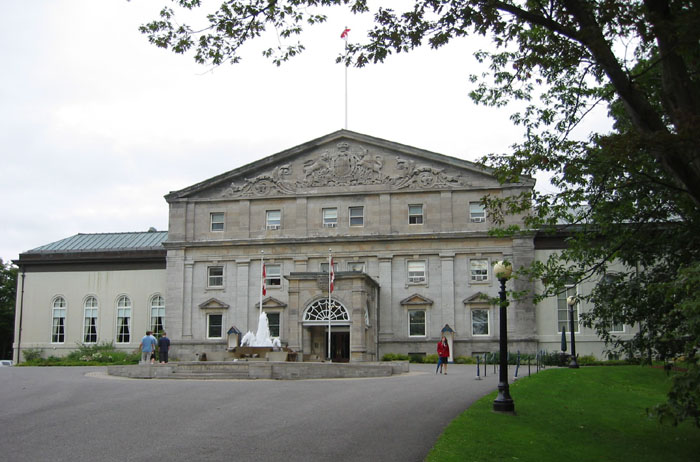
La fachada principal de Rideau Hall

La residencia oficial del monarca canadiense es Rideau Hall, situada en el número 1 del paseo Sussex, en la ciudad de Ottawa desde el 1867. También es la residencia de trabajo del gobernador general. Rideau Hall es el lugar donde se efectúan la mayoría de las ceremonias de investidura, de toma de posesión, banquetes y otros acontecimientos oficiales. Es donde son recibidos los dignatarios extranjeros y también pueden residir allí durante las visitas de Estado. También existe otra residencia oficial que es La ciudadela en la ciudad de Quebec que también es la residencia de vacaciones del gobernador general. Este lugar, además de alojar la segunda residencia oficial del monarca canadiense, es una base militar activa.
Las provincias de Columbia Británica, Saskatchewan, Manitoba, Nueva Escocia, Nuevo Brunswick y la Isla del Príncipe Eduardo poseen también residencias oficiales, y en la actualidad son utilizadas por los respectivos tenientes gobernadores.

## La Corona y las Fuerzas Armadas

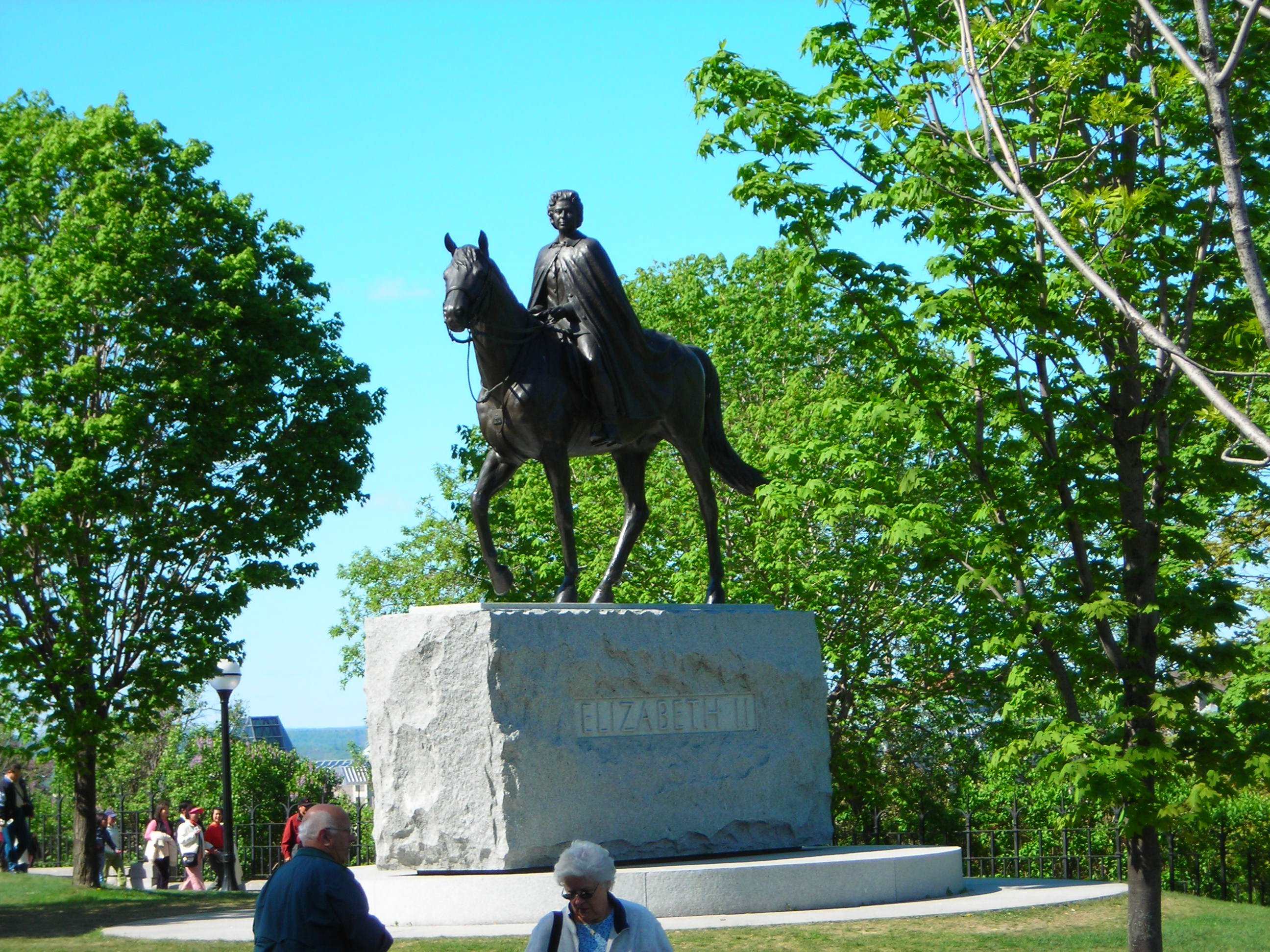
Estatua de Isabel II en la colina del parlamento.

La Corona conserva un lugar predominante entre las Fuerzas Armadas de Canadá. El rey ocupa el puesto de Comandante en Jefe de las Fuerzas según el artículo 15 de la Ley constitucional de 1867. Sin embargo, el gobernador general de Canadá, en nombre del soberano, puede ejercer esta función conforme a la patente real de 1947 del rey Jorge VI. El soberano también ocupa el puesto de "Comisario honorario" de la Real Policía Montada del Canadá. El símbolo indefectible que el soberano ocupa una posición y un papel importante en el seno de las Fuerzas Armadas se refleja en el hecho que todos los buques militares de Canadá llevan el prefijo "Buque canadiense de Su Majestad" o "His Majesty's Canadian Ship"(HMCS) y todos los miembros de las Fuerzas canadienses prestan juramento al Rey así como a su sucesor. Varios miembros de la Familia Real ostentan el título de "Coronel en Jefe" de algunos regimientos canadienses. Así, muchos de ellos presidieron ceremonias militares, incluida la revista de las tropas. Cada vez que un miembro de la Familia Real está de paso en la ciudad de Ottawa, va a depositar una corona al monumento nacional de la guerra, donde se encuentra la Tumba del soldado desconocido.
La Reina Isabel II tomaba siempre parte activa en las ceremonias de conmemoración de los excombatientes, inauguró particularmente el Memorial de Vimy en 2007 y quiso a rendir homenaje a los seis canadienses muertos unos días antes de la ceremonia durante la misión de paz en Afganistán. También participa cada año en el "Día de la Memoria".